# Ботанічний сад та дендрарій Бергенського університету
Ботанічний сад та дендрарій Бергенського університету (нюн. Arboretet og Botanisk hage Universitetet i Bergen) — дендрарій та ботанічний сад у районі Мільде міста Берген на південному заході Норвегії. Дендрарій і ботанічний сад знаходяться у веденні Бергенського університету (UIB). Ботанічний сад є членом Міжнародної ради ботанічних садів з охорони рослин (BGCI) і має міжнародний ідентифікаційний код BG.

## Дендрарій
Дендрарій створений за ініціативою Фріца Карла Рібера. Він був відкритий 27 травня 1971 року принцом Гаральдом.
Складається з наступних розділів:
- Розарій, який своєю чергою складається з трьох ділянок:
  - ділянка сучасних троянд, акліматизованих для західного узбережжя Норвегії,
  - ділянка історичних троянд, зібраних зі старих садів Норвегії,
  - пагорб диких троянд, дикі троянди для цієї ділянки зібрані з усього світу.
- Колекція рододендронів, одна з найповніших колекцій в Скандинавії, в якій зібрані як дикорослі, так і культурні види рододендронів.
- Сад вересу, де росте безліч видів вересу, які квітнуть майже цілий рік. Сад був подарований дендрарію 21 серпня 1996 року асоціацією друзів дендрарію у зв'язку з його 25-річчям.
- Колекція старовинних садових рослин. Більшість з них росла в садах західного узбережжя до початку XX століття.
- Дерева і чагарники з інших частин світу. На території більшої частини дендрарію рослини розташовані за географічним принципом. Тут широко представлені дерева і чагарники Європи, Азії, Південної Америки, рослини південної півкулі.

## Ботанічний сад
У ботанічному саду росте близько 5000 таксонів рослин, переважно з районів помірного кліматичного поясу. Рослини в саду розміщені за географічним принципом.
Ботанічний сад раніше розміщувався біля Музею природної історії в центрі міста. Але 10 гектарів цього саду було недостатньо для розміщення зростаючої колекції рослин, тому було прийнято рішення перенести сад в Норвезький дендрарій в Мільде. Новий ботанічний сад був відкритий 21 серпня 1996 року, у рік 25-річчя заснування дендрарію.
2001 року відкрито гірський сад з альпійськими рослинами. У травні 2008 року був відкритий японський сад. Він був спроєктований і створений відомим японським ландшафтним архітектором Кобаясі Харута. Японський сад є символом дружби між Японією і Норвегією. Сад був закладений 2005 року на честь 100-річного ювілею встановлення дипломатичних відносин між Японією та Норвегією. У японському саду ростуть тільки рослини японського походження, а квітуча сакура є головною темою саду.

## Галерея

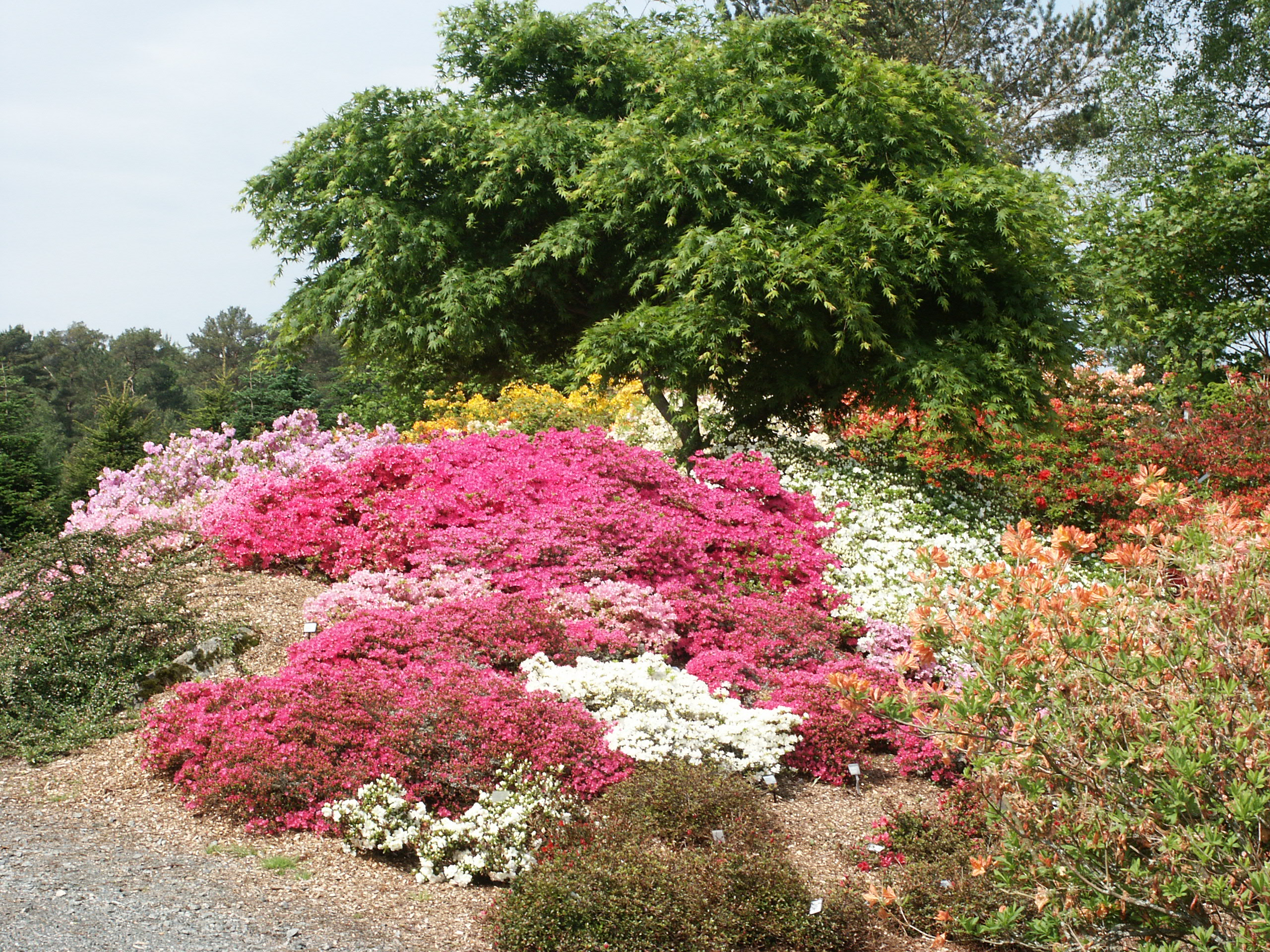
У ботанічному саду
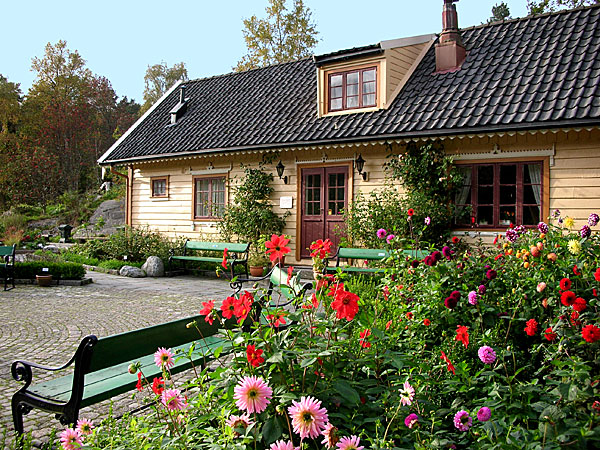
Інформаційний центр і кафе
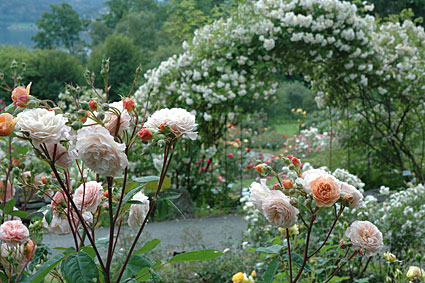
Розарій
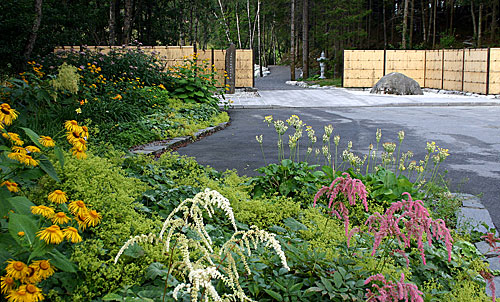
Японський сад